# 常磐津兼太夫 (7代目)
七代目 常磐津 兼太夫（しちだいめ ときわづ かねたゆう、昭和38年（1963年）11月12日 - ）は、常磐津節（浄瑠璃の一種）の太夫。立語り。

## 人物
四代目常磐津文字兵衛（常磐津英寿、人間国宝）の次男。東京都生まれ。
兼太夫の名前は江戸時代から続く名跡だが三代目以降は血縁で襲名していない。当代は七代目を名乗るが、歴史上は八人目。
2歳から父・常磐津英寿（四代目常磐津文字兵衛）に手ほどきを受け、1965年初舞台。1979年7月常磐津一佑太夫を名のり、1986年3月歌舞伎座『廓文章』で歌舞伎の初舞台。1986年3月東京藝術大学音楽学部邦楽科卒業。1996年2月、七代目常磐津兼太夫を襲名し、現在では立語りとして数々の歌舞伎本興行や舞踊公演に出演している。十八代目中村勘三郎の舞台で立語りを務めることが多かった。

## 受賞歴
- 1998年清栄会奨励賞
- 2004年国立劇場特別賞

## 近年の海外公演
- 2007年平成中村座アメリカ公演
- 2008年九代目中村福助パリ公演

## テレビ
- 題名のない音楽会21　歌舞伎 meets クラシック（2005年5月29日）
- 題名のない音楽会21　常磐津はロックだ！！（2007年4月8日）
- 題名のない音楽会21　常磐津 meets ブルーマン（2008年10月5日）